# Leopardo-do-atlas
O Leopardo-do-atlas(Panthera pardus panthera), também chamado de Leopardo-da-barbária, é subespécie de leopardo que habitava o norte africano, na região da cordilheira do Atlas, entre o Marrocos e a Argélia. Segundo as novas nomenclaturas, resultantes de testes genéticos, foi agregado juntamente com todas as populações africanas(incluindo o leopardo-de-zanzibar) à subespécie Leopardo-africano(Panthera pardus pardus).

## Galeria

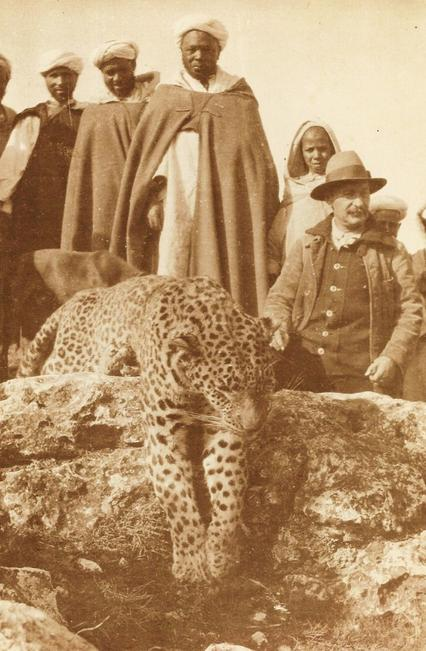
Leopardo do atlas, exemplar morto